# Zurrieq FC
Zurrieq FC is een Maltese voetbalclub uit Żurrieq.
De club speelde voor het eerst in de hoogste klasse in 1980 en degradeerde pas na 12 seizoenen in 1992. Intussen won de club ook de beker en speelde Europees. Na één seizoen keerde de club terug tot 1996. De club kwam nog terug voor het seizoen 1999/00. Daarna ging het bergaf met de club en zakte ze weg naar de vierde klasse.

## Erelijst
- Beker van Malta
  - Winnaar: 1985,
  - Finalist: 1986, 1986

## Zurrieq in Europa
#R = #ronde, T/U = Thuis/Uit, W = Wedstrijd, PUC = punten UEFA coëfficiënten .
Uitslagen vanuit gezichtspunt Zurrieq FC
| Seizoen | Competitie   | Ronde | Land                 | Club            | Totaalscore | 1e W    | 2e W    | PUC |
| ------- | ------------ | ----- | -------------------- | --------------- | ----------- | ------- | ------- | --- |
| 1982/83 | UEFA Cup     | 1R    | Vlag van Joegoslavië | Hajduk Split    | 1-8         | 1-4 (T) | 0-4 (U) | 0.0 |
| 1985/86 | Europacup II | 1R    | Vlag van Duitsland   | Bayer Uerdingen | 0-12        | 0-3 (T) | 0-9 (U) | 0.0 |
| 1986/87 | Europacup II | 1R    | Vlag van Wales       | Wrexham AFC     | 0-7         | 0-3 (T) | 0-4 (U) | 0.0 |

Zie ook
- Deelnemers UEFA-toernooien Malta
- Ranglijst van alle clubs die in de diverse Europa Cups zijn uitgekomen

Fgura United · 
Gudja United FC ·
Lija Athletic · 
Marsa FC ·
Mgarr United FC · 
Mtarfa FC ·
Pietà Hotspurs · 
St. Lucia · 
Senglea Athletic FC ·
Sirens FC ·
St. Andrews ·
Swieqi United ·
Tarxien Rainbows ·
Valletta FC ·
Żebbuġ Rangers ·
Zurrieq FC